# Taurongia ambigua
Taurongia ambigua is een spinnensoort in de taxonomische indeling van de Desidae.
Het dier behoort tot het geslacht Taurongia. De wetenschappelijke naam van de soort werd voor het eerst geldig gepubliceerd in 2005 door Gray.